# Alois Moser (Skisportler)
Alois Moser (* 17. Juni 1930; † 1. Jänner 2013 in Latschach) war ein österreichisch-kanadischer Skisportler, der anfangs als Nordischer Kombinierer und später als Skispringer aktiv war.

## Werdegang
Geboren in Österreich begann Moser früh mit dem Skisport. Bereits im Alter von 15 Jahren wurde er in die Auswahl des ÖSV in der Nordischen Kombination aufgenommen. Wenig später jedoch zog er mit seiner Familie nach Kanada und spezialisierte sich dort aufs Skispringen. Schnell fand er Aufnahme in den kanadischen Nationalkader.
Sein internationales Debüt gab er bei der Vierschanzentournee 1959/60. In der Gesamtwertung erreichte er den 43. Platz. Wenig später bestritt er mit dem Start bei den Olympischen Winterspielen 1960 in Squaw Valley sein einziges großes Turnier. Im Einzelspringen von der Normalschanze erreichte er mit Sprüngen auf 62 und 64 Meter den 44. Platz.
Nach seinem Karriereende kam Moser mit seiner Frau Gail und den Töchtern Toria und Sylvia zurück nach Latschach bei Villach, wo er als Zahnarzt arbeitete und Golf spielte. Er starb am 2. Jänner 2013 und wurde am 5. Jänner 2013 beigesetzt.

## Erfolge

### Vierschanzentournee-Platzierungen
| Saison  | Platz | Punkte |
| ------- | ----- | ------ |
| 1959/60 | 43.   | 181,0  |